# Karlhans Frank
Karlhans Frank (* 25. Mai 1937 in Düsseldorf; † 25. November 2007 in Gelnhaar, Hessen) war ein deutscher Schriftsteller, Drehbuchautor und Regisseur.

## Leben
Karlhans Frank studierte Ethnologie, Kunstgeschichte und Kunst. Er war ab 1961 als freier Schriftsteller, später auch als Übersetzer tätig. Er verfasste mehr als 100 Bücher im Bereich Lyrik und Prosa sowie Hörspiele, Filmdrehbücher und Schullesebücher.
Auf dem Schriftstellerkongress in Mainz (11. bis 13. März 1983) wurde Frank als Beisitzer in den Bundesvorstand des Verbandes deutscher Schriftsteller (VS), heute in ver.di, gewählt und hatte dieses Amt bis April 1984 inne. Frank war außerdem Präsidiumsmitglied im P.E.N.-Zentrum Deutschland und Präsident und Ehrenpräsident der europäischen Autorenvereinigung Die Kogge.
Frank lehrte an der Fakultät Electronic Media der Hochschule der Medien Stuttgart in Stuttgart kreatives (Drehbuch-)Schreiben und Regie.
Er lebte und arbeitete in Gelnhaar bei Frankfurt am Main und starb an einem Krebsleiden.
Die Schriftstellerin Astrid Frank ist seine Tochter.

## Filmografie (Auswahl)
- 1977: Neues aus Uhlenbusch (Fernsehserie)
- 1984: Ich hatte einen Traum (Fernsehfilm)

## Veröffentlichungen (Auswahl)
- Auf Quazar 17 braucht man keine Ohren. Kinder- und Jugendbuch, Arena Verlag, 1981 (Science-Fiction-Roman, bei dem die Leser nebenbei die Tricks eines Roman-Autoren kennenlernen)
- Ringelstern und Morgennatz. Gedichte, Maulwurf-Verlag, 1995
- Bin dein liebestropfes Tier. Gedichte, Verlag am Unteren Tor, 1999
- Ich han min Lehen noch lange nicht. Gedichte aus 50 Jahren, Allitera
- (Hrsg.) Menschen sind Menschen. Überall. – P.E.N.-Autoren schreiben gegen Gewalt, C. Bertelsmann Verlag, München 2002,  ISBN 3570300129